# Phyllonorycter armeniella
Phyllonorycter armeniella là một loài bướm đêm thuộc họ Gracillariidae. Nó được tìm thấy ở Armenia và Thổ Nhĩ Kỳ.
Ấu trùng ăn Salix species. Chúng ăn lá nơi chúng làm tổ.